# Saprinus moyses
Saprinus moyses är en skalbaggsart som beskrevs av Sylvain Auguste de Marseul 1862. Saprinus moyses ingår i släktet Saprinus och familjen stumpbaggar. Inga underarter finns listade i Catalogue of Life.